# Amplisiphonia
Amplisiphonia, monotipski rod crvenih algi, dio porodice Rhodomelaceae. Jedina vrsta je A. pacifica, morska alga kod pacifičke obale Sjeverne Amerike.
Tipični lokalitet je Corona del Mar, kod obale Kalifornije